# Sauce de Portezuelo
Sauce de Portezuelo és un balneari del sud-est de l'Uruguai, ubicat al departament de Maldonado. Es troba sobre la costa del Riu de la Plata, 6 km a l'oest de Punta del Este i 7 km (per carretera) a l'est de Punta Negra. Limita a l'est amb el balneari d'Ocean Park, i al nord amb La Capuera.

## Població
Segons les dades del cens de 2004, Sauce de Portezuelo tenia una població aproximada de 63 habitants i un total de 51 habitatges.
| Any  | Població |
| ---- | -------- |
| 1963 | 41       |
| 1975 | 15       |
| 1985 | 19       |
| 1996 | 59       |
| 2004 | 63       |
| 2011 | 128      |